# Feroze Khan
Feroze Khan   (Basti Daneshmandan, 9 de setembre de 1904 - Islamabad, 20 d'abril de 2005) va ser un jugador d'hoquei sobre herba indi que va competir durant la dècada de 1920.
El 1928 va prendre part en els Jocs Olímpics d'Amsterdam, on va guanyar la medalla d'or com a membre de l'equip indi en la competició d'hoquei sobre herba.
En el moment de la seva mort era el medallista d'or més vell viu després que el 2004 morís l'estatunidenc James Rockefeller. Amb la seva mort aquest honor va recaure en el francès Roger Beaufrand.